# Elena Sanz
Elena Armanda Nicolasa Sanz y Martínez de Arizala, plus connue sous le nom d'Elena Sanz, née le 6 décembre 1844 à Castelló de la Plana et morte le 23 décembre 1898 à Nice, est une artiste lyrique espagnole du XIXe siècle à la tessiture de contralto qui fut la maîtresse d'Alphonse XII.
Elle a été une des plus grandes voix de l'opéra de tous les temps, mais son grand talent artistique a été éclipsé par sa biographie.

## Biographie
Elena Sanz nait le 6 décembre 1844 à Castellón de la Plana en Espagne. Elle fait ses études principalement à l'école des filles de Leganés avec sa sœur. À l'âge de dix ans, elle entre dans une institution pour apprendre le chant et intègre une chorale. Elle est l'élève de Baltasar Saldoni au Conservatoire royal supérieur de musique de Madrid.
Elle suit également les cours du chanteur d'opéra Mariano Padilla y Ramos. En 1868, elle se rend à Paris et la même année fait ses débuts au théâtre de Chambéry dans le rôle d'Azucena dans Il trovatore de Giuseppe Verdi.
En 1875, elle a son premier enfant d'un père inconnu. Elle aura deux autres fils, Alfonso en 1880 et Fernando en 1881, avec le roi Alphonse XII d'Espagne, qu'elle rencontre à Vienne (Autriche) en 1872. Après que la chanteuse d'opéra italienne Adela Borghi, qui est aussi l'une des maîtresses d'Alphonse, ait dû quitter l'Espagne sous la pression de l'influent homme d'État Antonio Cánovas del Castillo, Elena Sanz devient la principale favorite du roi. L'épouse d'Alphonse, Marie-Christine, réussit finalement à la faire déménager à Paris où la chanteuse reçoit la visite d'Isabelle II, la mère d'Alphonse, qui soutient financièrement sa carrière musicale. Le roi décède à l'âge de 28 ans en 1885 sans reconnaître ses fils.
En 1876, Elena Sanz est engagée par l'Opéra de Paris pour deux ans. Elle y interprète ses rôles les plus importants, Maddalena de Rigoletto et Brangäne dans Tristan und Isolde. Au cours des mêmes années, elle fait également une prise de rôle au Théâtre royal de Madrid. Elle fait des apparitions à La Scala de Milan, notamment en 1876 dans le rôle de Leonor dans l'opéra La Favorite du compositeur italien Gaetano Donizetti, et en Amérique du Sud, où elle chante le rôle d'Amneris dans Aida de Verdi à Rio de Janeiro, entre autres. Alexandre II (empereur de Russie) est présent en personne lorsqu'elle se produit à l'opéra de la cour impériale de Saint-Pétersbourg.
Ses contemporains la considèrent souvent comme l'une des meilleures chanteuses d'opéra d'Espagne. Elle voyage à ce titre dans toute l'Europe. Elle est particulièrement appréciée au Théâtre de Paris.
Elle essaie d'ouvrir une école de chant, mais n'a pas de réussite : selon ses contemporains, son talent d'enseignante n'est pas à la hauteur de son talent d'artiste.
Emilio Castelar y Ripoll la décrit comme une femme aux lèvres rouges, à la peau brune, aux dents blanches, aux cheveux noirs, brillante comme une étoile.
Elle meurt à Nice le 23 décembre 1898 à l'âge de 54 ans.

## Dans la littérature
Elena Sanz a souvent été représentée dans des textes de fiction en Espagne. En 2013, l'écrivain Tomás Gismera Velasco la fait figurer dans son œuvre Elena Sanz: Tu serás mi reina.
Elle est également représentée par Benito Pérez Galdós dans ses récits concernant ses relations avec le monarque Alphonse XII.